# فرنندث فرنشكو إي جونثالث
فرنندث فرنشكو إي جونثالث (بالإسبانية: Francisco Fernández y González)‏ (1833-1917م) هو مستشرق إسباني.
من آثاره:
- «الأحوال الاجتماعية والسياسية للمدجنين في قشتالة، كما في ذاتها وكما هو بالنظر إلى الحضارة الإسبانية» (مدريد، سنة 1860):

Estado Social y Politico de los mudèjares de Castilla considerados en simismos y respecto de la civilizacion espanola. Madrid, 1860.